# Corró de pintar
Un corró és un estri que s'utilitza per pintar parets i altres superfícies planes. Consisteix en un cilindre de material absorbent que gira sobre un eix i que diposita la pintura sobre una determinada superfície.
És una eina més eficaç que la brotxa i el pinzell per pintar grans superfícies. En primer lloc, s'impregna del material lliscant en una cubeta que contingui una làmina de pintura. Després, es retira el líquid sobrant, que passa per una reixeta. Finalment, llisca per la paret de manera homogènia. Després de passar el corró, la paret ha de quedar amb un color uniforme i no ha de presentar buits o bombolles.
Hi ha diferents tipus de corrons segons la superfície a pintar o el resultat desitjat, com per exemple:
- d'escuma, aconsellats per aplicar vernissos o cobriments brillants.
- de pèl llarg, apropiats per a pintures viníliques o parets amb decoració en relleu com el gotejat.
- de pèl curt recomanats per a parets llises.
- de moher, idonis per a l'aplicació d'una laca.
- amb relleu per obtenir efecte d'estructura no llisa.

Per fer un bon ús del corró, es recomana no pressionar en excés sobre la paret per no crear trencaaigües, donar primer una mà vertical i, després, una altra d'horitzontal per no deixar empremtes sobre la superfície, utilitzar un allargador del mànec per assolir grans alçades. Segons el tipus de pintura, es neteja amb aigua o dissolvent químic.